# Dhow

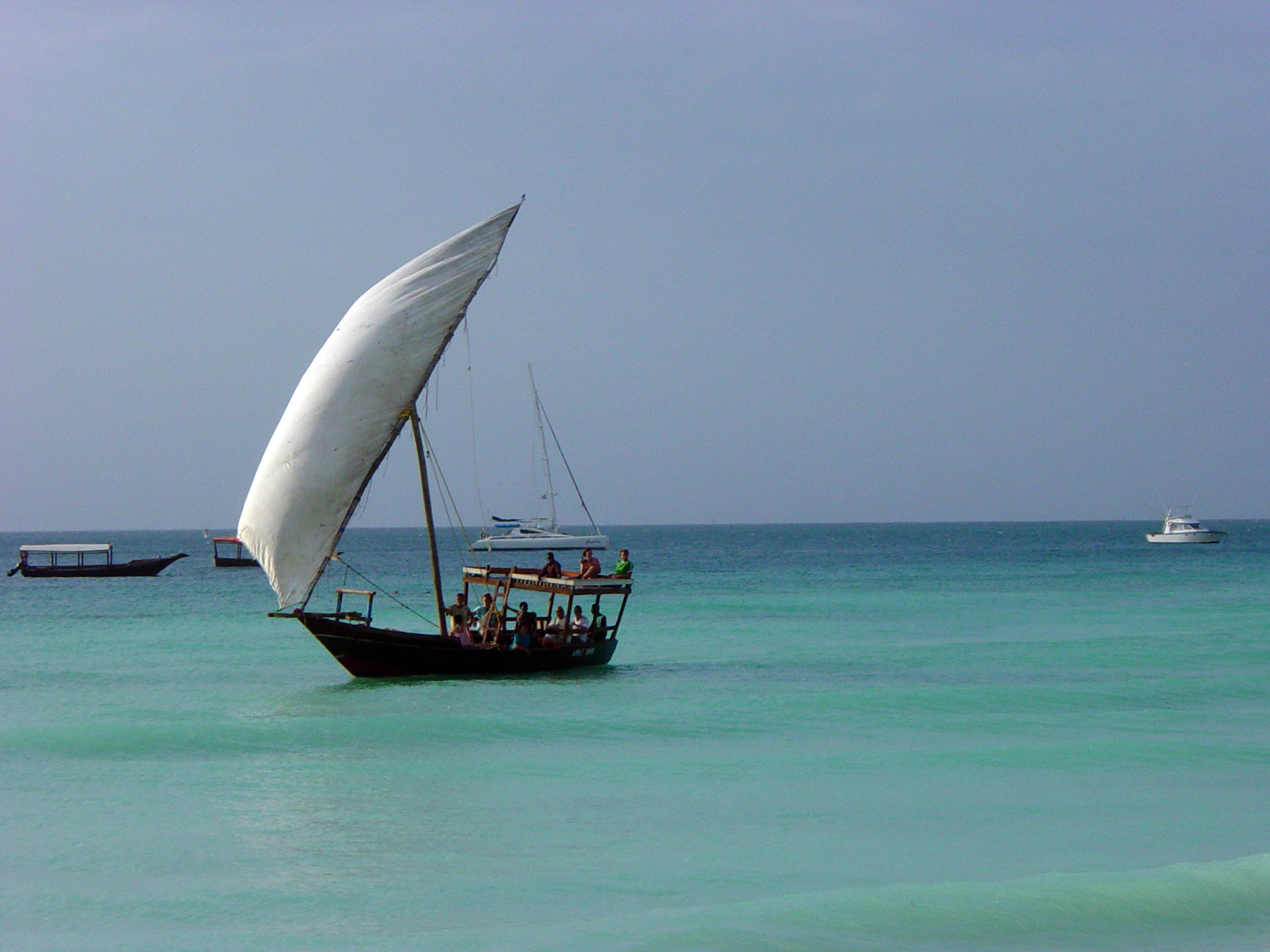
Dhow i Moçambique.

Dhow är ett samlingsnamn för flera båttyper som används längs Indiska oceanens kuster på Arabiska halvön, längs Afrikas östkust, och kring Indiska halvön. Dhowerna kännetecknas av sina trekantiga latinsegel på framåtlutade master. Ordet dhow kommer från swahilins daw.

## Historia

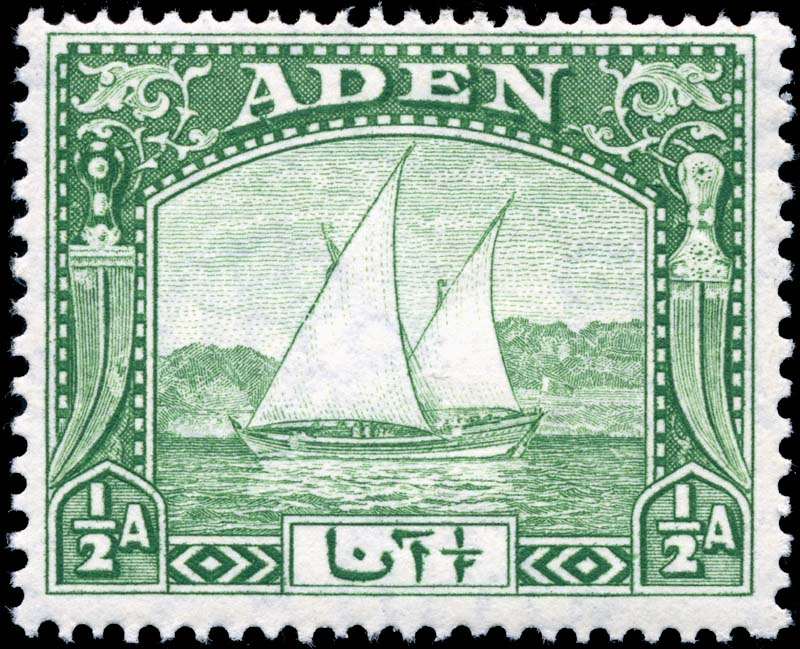
Tvåmastad dhow på frimärke från Aden 1937.

Dhower har åtminstone trafikerat Indiska oceanen sedan omkring år noll. De användes tidigt i den arabiska slavhandeln Tidiga arabiska dhower tros ha varit förebilden för Medelhavets karaveller.
Under medeltiden gick handelsrutter med bland annat slavar, mahogny, kryddor och guld mellan Östafrika, Arabiska halvön, Indien och Kina på oceangående dhower.

### Skeppsvarv
Skeppsvarv fanns bland annat längs med Swahilikusten och på  Moçambiqueön. Sjöfarare från södra arabiska halvön beställde ofta sina båtar i Beypore på Malabarkusten, som var kända för sina dhow. Skogarna i Kerala producerade ett utmärkt timmer. Skeppsbyggarna hade också god tillgång till kokosfibrer som kunde spinnas till starkt tågvirke.

## Dhowtyper

### Arabiska halvön
- Baghlah var tvåmastade handelsskepp med omkring 20 mans besättning.
- Boum är en större variant (upp till 35 meter) av shu'ai som känns igen på sin höga för.
- Jelbut
- Shu'ai är idag den vanligaste båttypen för kustnära segling i Persiska viken.

### Östafrika

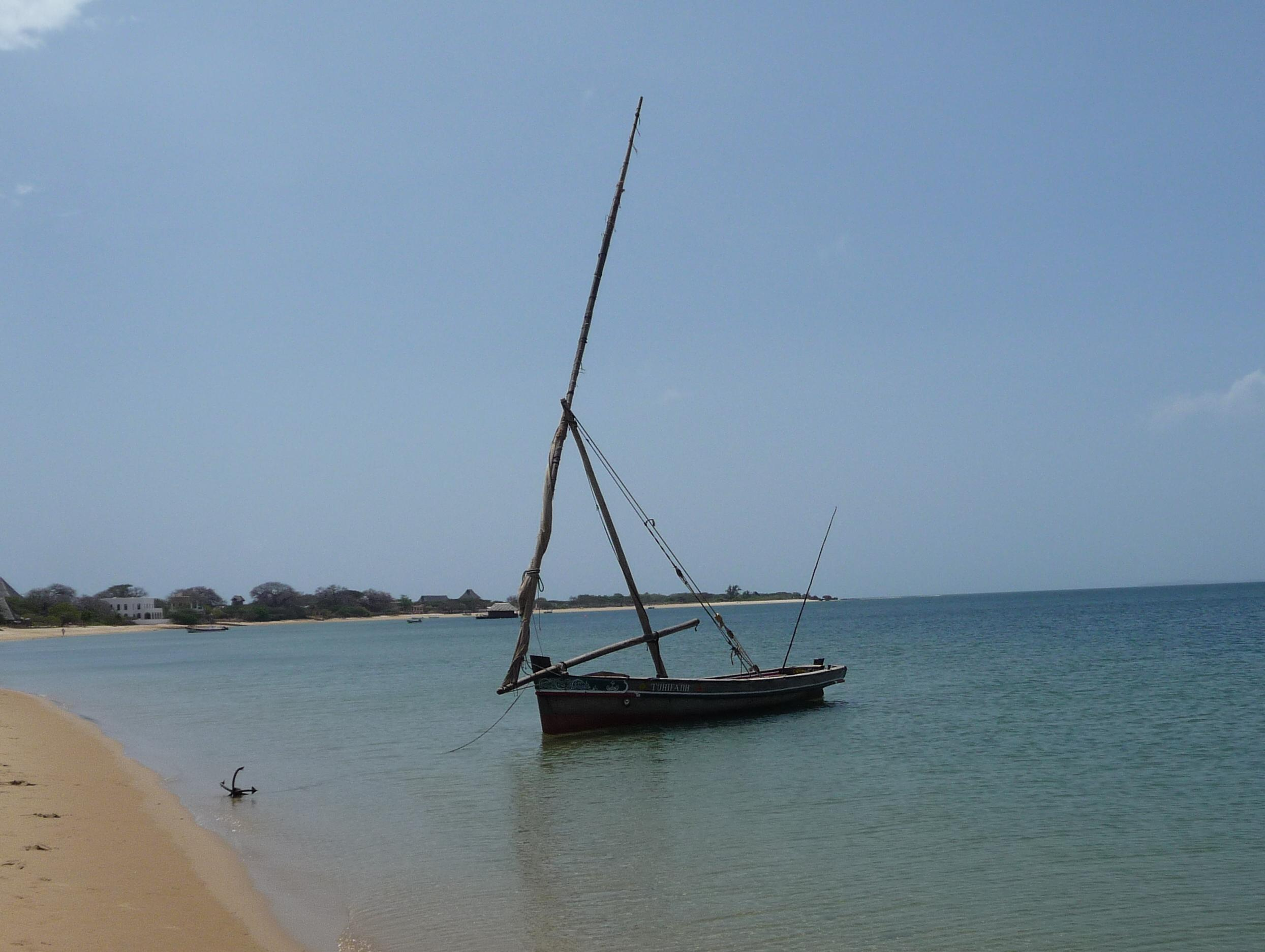
Kijahazi av Lamutyp på ön Manda, Kenya.

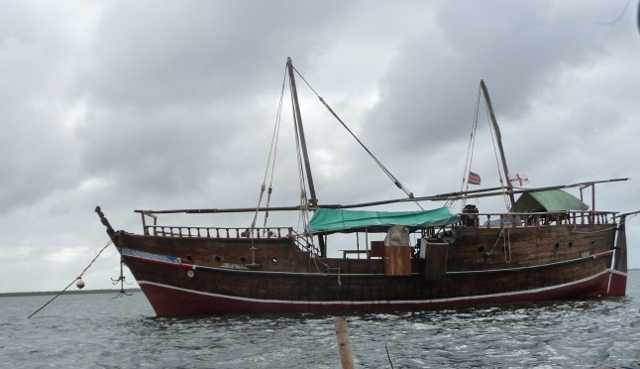
Jahazi utanför Lamu, Kenya.

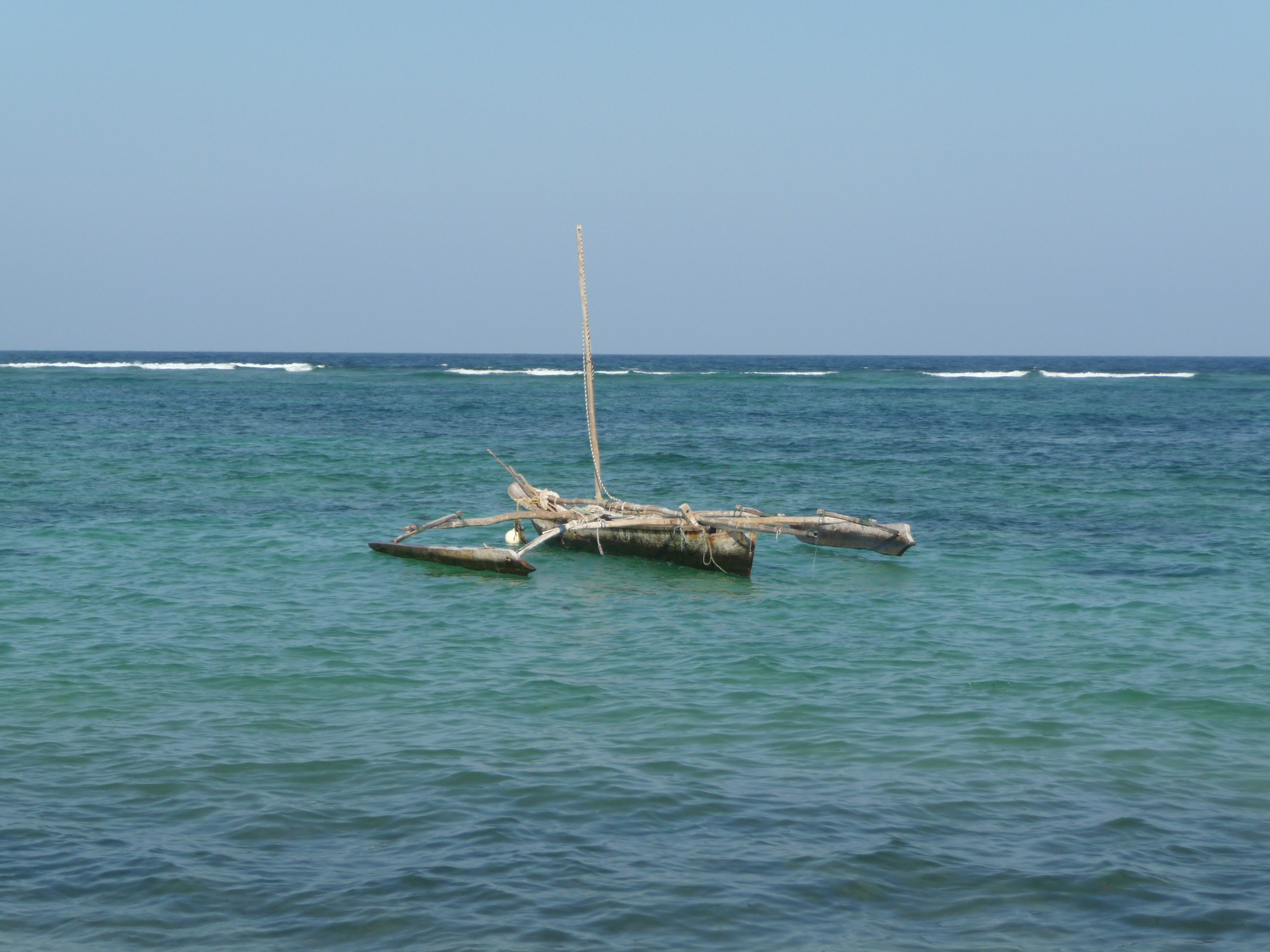
Ngalawa i Tiwi, söder om Mombasa, Kenya.

- Mtepe är en äldre dhowtyp, byggd med enbart träplugg och utan spikar. Båten har använts sedan första århundradet e.Kr. Skrovet är spetsigt i båda ändar och har en djup köl. Mtepen hade en karaktäristisk kamelhalsformad för.[2]

- Jahazi är en fortfarande vanlig dhowtyp med en eller två master med latinsegel. Skrovet är rundbottnat med köl, spetsigt fram och plant i aktern.[2] Den sista tvåmastade jahazin i kommersiellt bruk för handel var Nidhamu, som seglade fram till år 1944. En mindre variant för kustnära segling kallas kijahazi.

- Mtori är en enmastad dhowtyp med köl och skrov som är spetsigt i både för och akter.[2]

- Mashua är en enmastad dhowtyp som känns igen på sin nästan vertikala för. Aktern är platt.[2]

- Ngalawa är en segelkanot med ett litet latinsegel och utriggare. Kanoten saknar köl och har avtagbart roder.[2]

## Dhowliknande båtar

### Maldiverna
- Dhoni
- Bokkura

### Röda havet och Nilen
- Feluck

## Navigering
Arabiska sjöfarare och kartografer utvecklade på 1000-talet kartor över Medelhavet, Röda havet och Indiska oceanen. 
På Indiska oceanen kunde sjöfarare utnyttja monsunvindarna. Under vinterhalvåret var den förhärskande vinden nordostlig och då seglade araber och indier till Afrika och från maj till november kom vinden i allmänhet från sydväst och då var det enkelt att segla österut till Arabiska halvön, Indien eller Kina.

### Astronomisk navigering

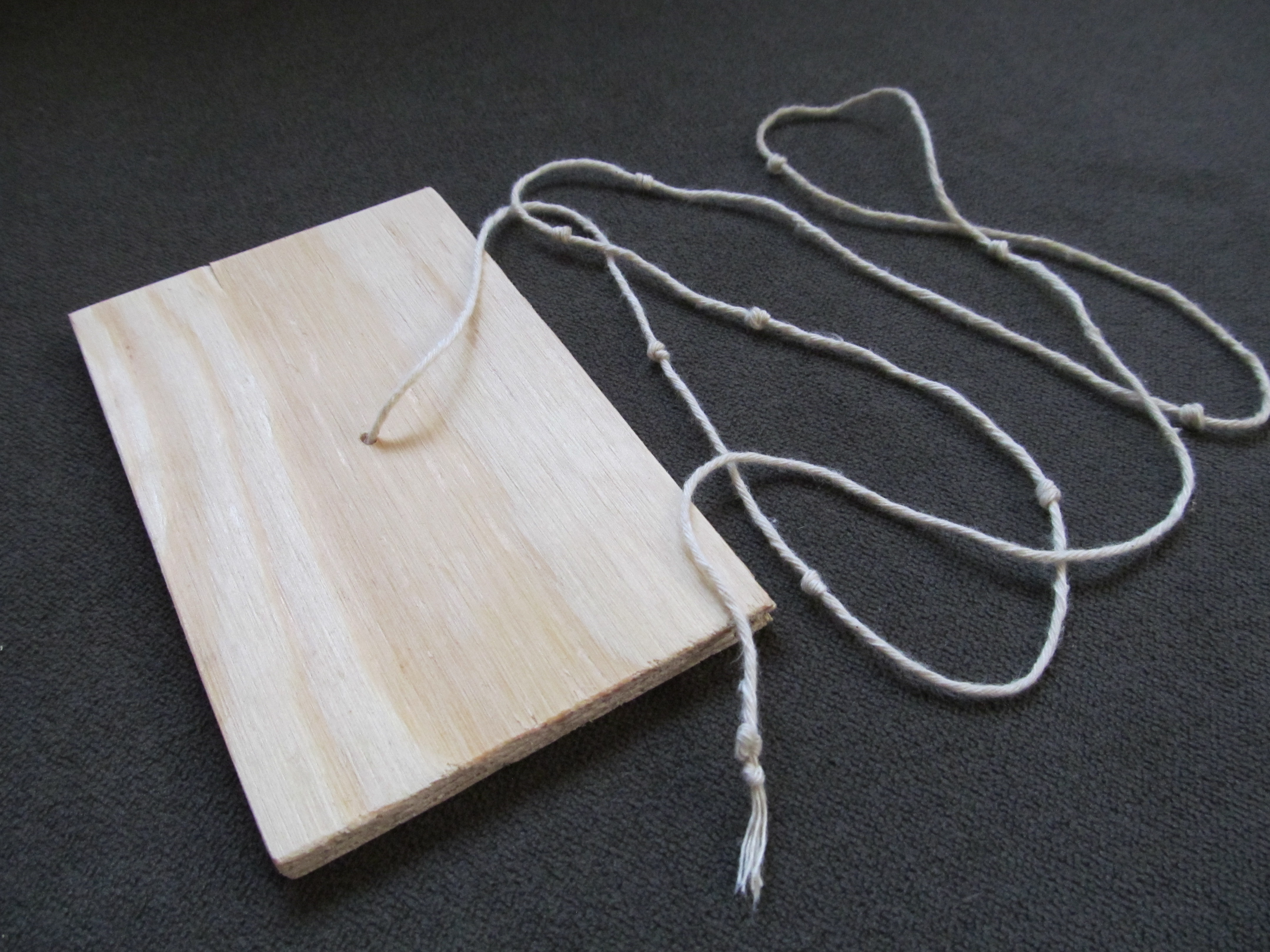
En enkel kamal i trä.

Araberna lärde sig tidigt att navigera efter stjärnorna. Ett enkelt hjälpmedel var Kamal, en fyrkantig platta med ett snöre i mitten. Men denna kunde man finna sin latitud genom att mäta polstjärnans höjd över horisonten. De var också tidiga med att utveckla Astrolabium, som gav en säkrare position.

## Konstruktion
Den arabiska dhow byggs med ett stort fribord och en skarp stäv. Materialet är trä i regel mahogny eller ekki som finns i afrikanska skogar. Bordläggningen byggs av plankor som sys ihop. En hopsydd båt hade stor styrka och rörlighet, vilket var praktiskt i den grova sjön som förekom i regionen. Masterna tillverkas av teak eller kokospalmer. De trekantiga latinseglen vävdes tidigare av palmblad, men numera används bomull.

## Egenskaper
Latinriggade båtar seglar som bäst med vinden, och de flesta dhower tar dålig höjd och är otacksamma att kryssa med. Vid slag eller gipp förs skotet och seglet framför masten. Det gör att vändning med vinden, gipp, i regel är en enklare manöver än vändning mot vinden.
Masten är framåtlutad och fäst med sidostag och akterstag. Akterstaget är ofta ett kombinerat fall och stag.
Seglet kan skotas både i det bakre och det främre hörnet. Genom att släppa på båda skoten kan man placera seglet helt på tvärs mot båtens längdriktning under läns.